# ابن الأثير الكاتب
نصر الله بن محمد بن محمد بن عبد الكريم الشيباني، الجزري، أبو الفتح، ضياء الدين، المعروف بابن الأثير الكاتب (558-637هـ/1163-1239م)، هو وزير من العلماء الكتاب المترسلين.

## مولده ونشأته
ولد في جزيرة ابن عمر سنة (558 هـ)، وبها نشأ صدراً من حياته، وتلقى بها بعض معارفه الأولية، ثم انتقل مع أسرته إلى الموصل وفيها أكمل مع أخويه مجد الدين أبي السعادات وعز الدين علي بن الأثير (الجزري) طلب العلم والتفقه على كبار علمائها، فحفظ القرآن، وسمع الحديث، وأقبل على العربية واللغات والشعر حتى برع في الأدبيات.

## مناصبه
تولى في سنة (587 هـ) الوزارة للسلطان صلاح الدين،  ثم انتقل بعد ذلك إلى دمشق فتولاها لابنه الملك الأفضل بن صلاح الدين، إلا أنه بعد مدة قصيرة غادرها مستخفياً بعد أن ساءت علاقته به، فانتقل إلى خدمة أخيه الملك الظاهر غازي (صاحب حلب) (سنة 607 هـ)  ولم تطل إقامته فيها. عاد إلى الموصل، وكتب الإنشاء لصاحبها محمود بن عز الدين مسعود، فبعثه رسولا في أواخر أيامه إلى الخليفة في بغداد فمات هناك.

## مصنفاته
- المثل السائر في أدب الكاتب والشاعر: وهو أشهر كتبه، قال عنه ابن خلكان: «وهو في مجلدين جمع فيه فأوعى، ولم يترك شيئا يتعلق بفن الكتاب إلا ذكره».[7]

- الوشي المرقوم في حل المنظوم: وهو متعلق بأحد فصول كتابه السابق "المثل السائر" فتوسع فيه وأسهب، قال في مقدمته: "ولما ألفت كتاب المثل السائر في أدب الكاتب والشاعر قصرت فصلا منه على ذكر هذه الطريقة وأتيت فيها بالمعاني الجليلة التي تفتقر إلى الفهم الدقيق، غير أني أحلت في مواضع منه على هذا الكتاب، وجعلت لذلك رمز الاختصار ولهذا مكاشفة الإسهاب، وبنيته على مقدمة وثلاثة فصول: الفصل الأول، في حل الشعر، الفصل الثاني، في حل آيات القرآن، الفصل الثالث، في حل الأخبار النبوية.
- كفاية الطالب في نقد كلام الشاعر والكاتب.
- المفتاح المُنشا لحديقة الإنشا.
- المعاني المخترعة في صناعة الإنشاء.
- الجامع الكبير في صناعة المنظوم والمنثور.
- البرهان في علم البيان.
- القول الفائق الأريب بعُتبى وليد وذكرى حبيب، تحقيق وليد السراقبي.

## وفاته
توفي سنة (637هـ) ببغداد، وقد توجه إليها رسولًا من جهة صاحب الموصل، وصُلِّيَ عليه من الغد بجامع القصر، ودفن بمقابر قريش.